# Laslades
Laslades ist eine französische Gemeinde mit 343 Einwohnern (Stand 1. Januar 2022) im Département Hautes-Pyrénées in der Region Okzitanien (vor 2016: Midi-Pyrénées). Sie gehört zum Arrondissement Tarbes und zum Kanton Les Coteaux.
Die Einwohner werden Lasladais und Lasladaises genannt.

## Geographie
Die Gemeinde Laslades liegt circa acht Kilometer östlich von Tarbes in dessen Einzugsbereich (Aire urbaine) in der historischen Provinz Bigorre. In Laslades entspringt der Fluss Estéous. Im Osten hat die Gemeinde einen Anteil am Stausee Lac de l’Arrêt-Darré.
Umgeben wird Laslades von den sieben Nachbargemeinden:
|                | Souyeaux                                    | Coussan |
| Sarrouilles    | Kompassrose, die auf Nachbargemeinden zeigt | Gonez   |
| Barbazan-Debat | Lansac                                      | Sinzos  |

## Einwohnerentwicklung
Zu Beginn der Aufzeichnungen und in der Mitte des 19. Jahrhunderts stieg die Einwohnerzahl auf einen Höchststand von rund 380. In der Folgezeit sank die Zahl der Einwohner bei kurzen Erholungsphasen bis zu den 1960er Jahren auf einen tiefsten Stand von 185, bevor eine Phase mit einem Wachstum einsetzte.
| Jahr      | 1962 | 1968 | 1975 | 1982 | 1990 | 1999 | 2006 | 2011 | 2022 |
| --------- | ---- | ---- | ---- | ---- | ---- | ---- | ---- | ---- | ---- |
| Einwohner | 195  | 185  | 198  | 228  | 235  | 301  | 333  | 351  | 343  |

## Sehenswürdigkeiten
- Pfarrkirche Sainte-Foi. Sie ist die einzige Kirche des Départements, die der heiligen Fides von Agen geweiht ist.[5]

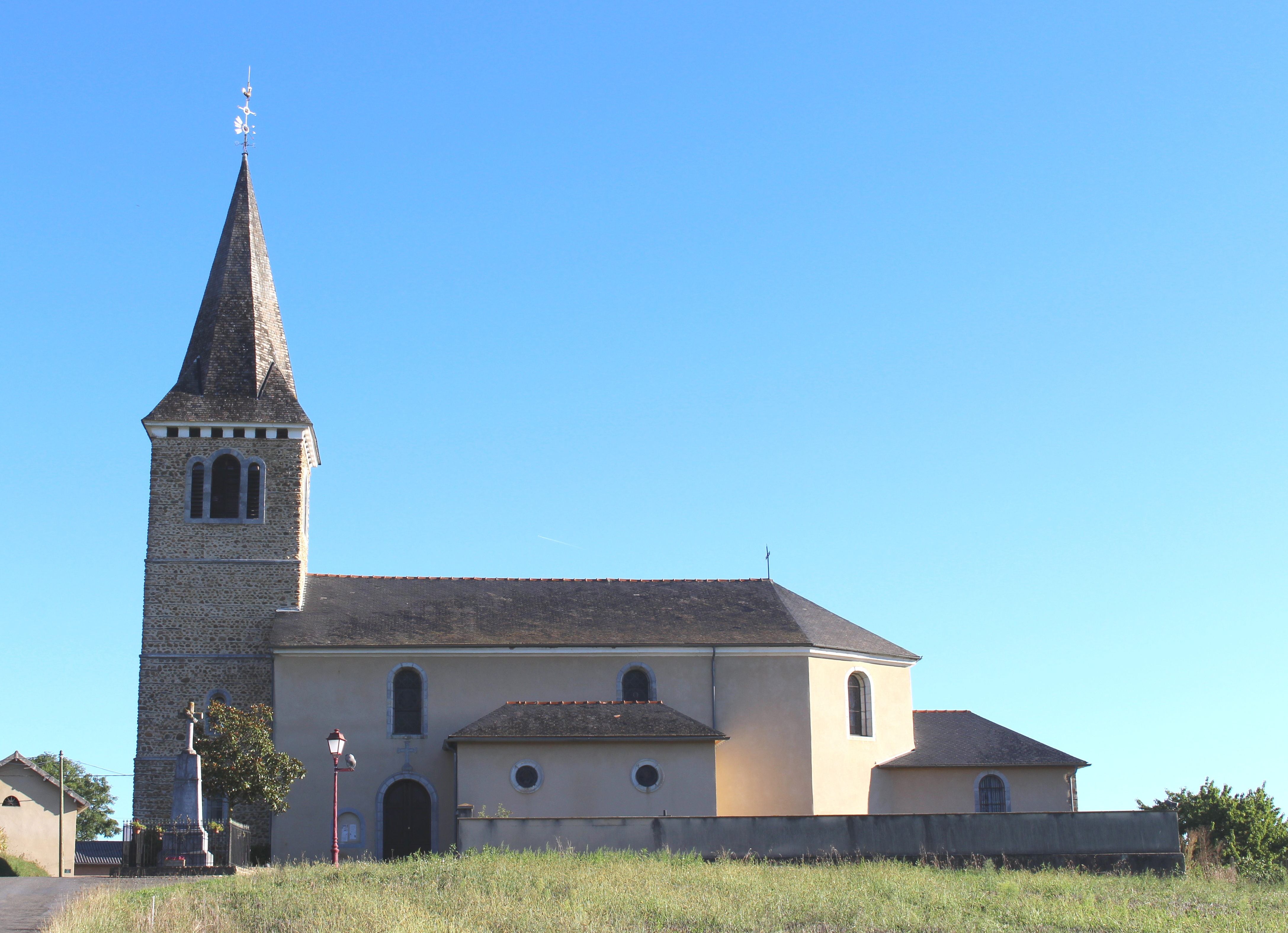
Pfarrkirche Sainte-Foi
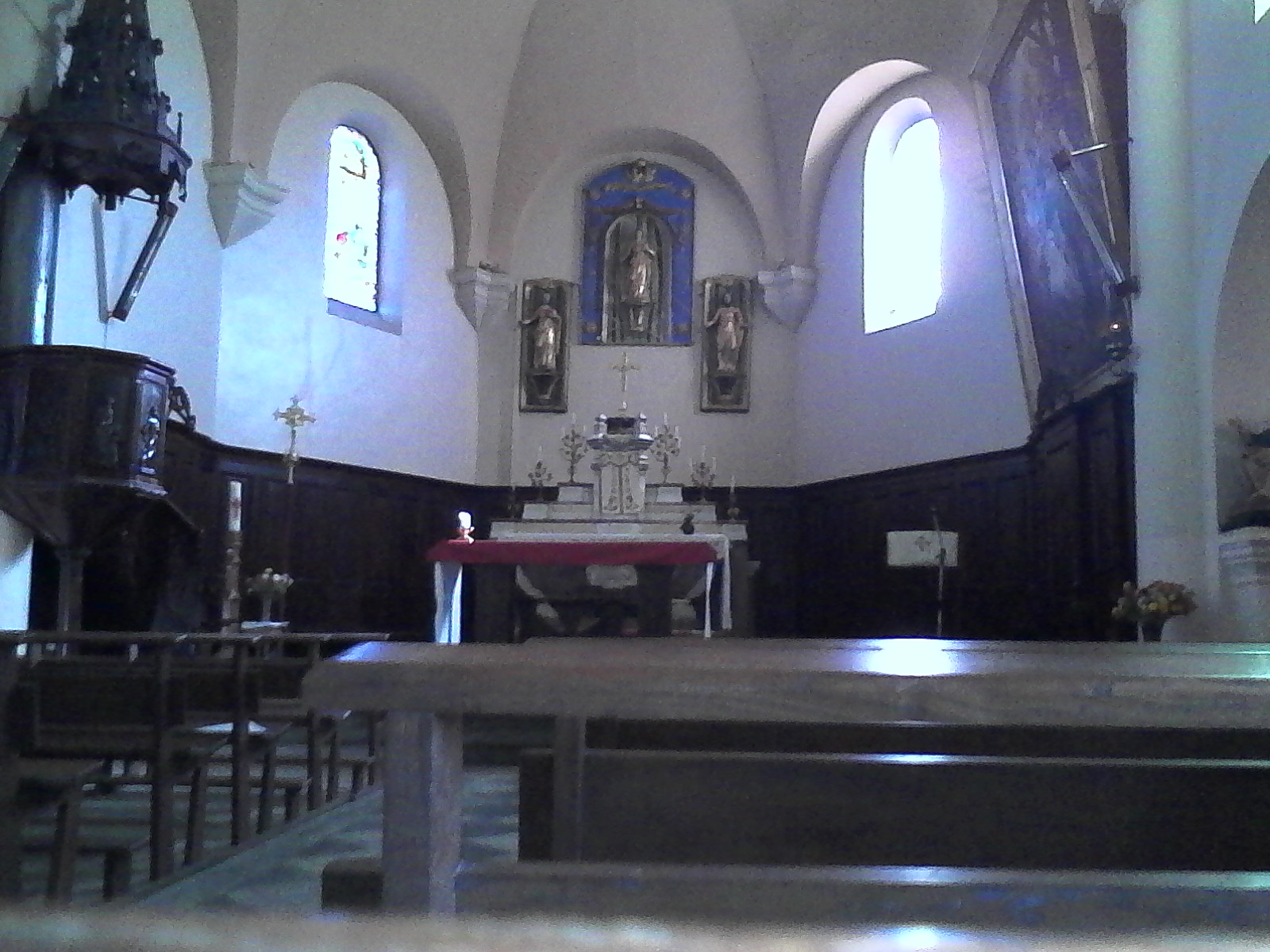
Blick auf den Chor

## Wirtschaft und Infrastruktur

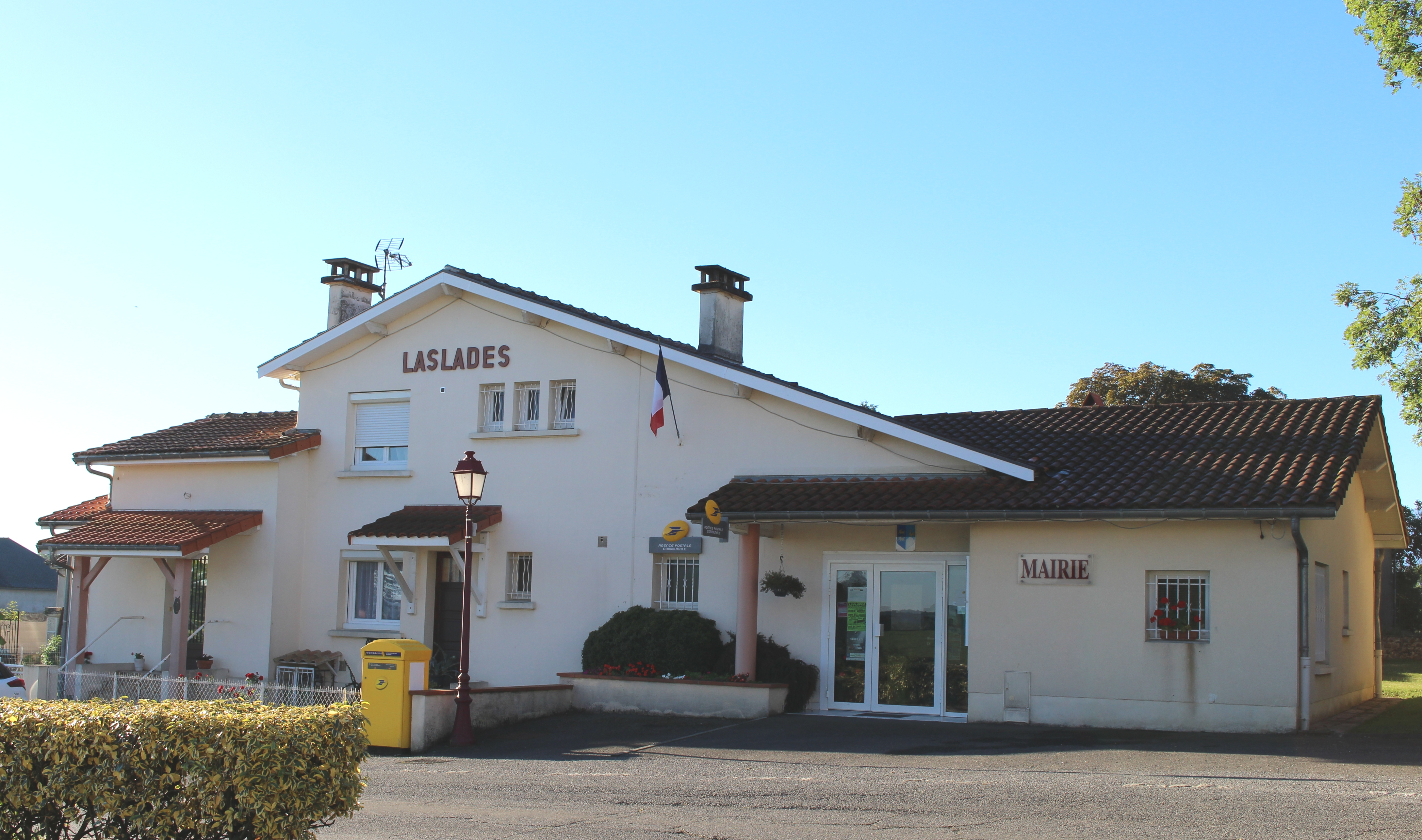
Mairie (Rathaus)

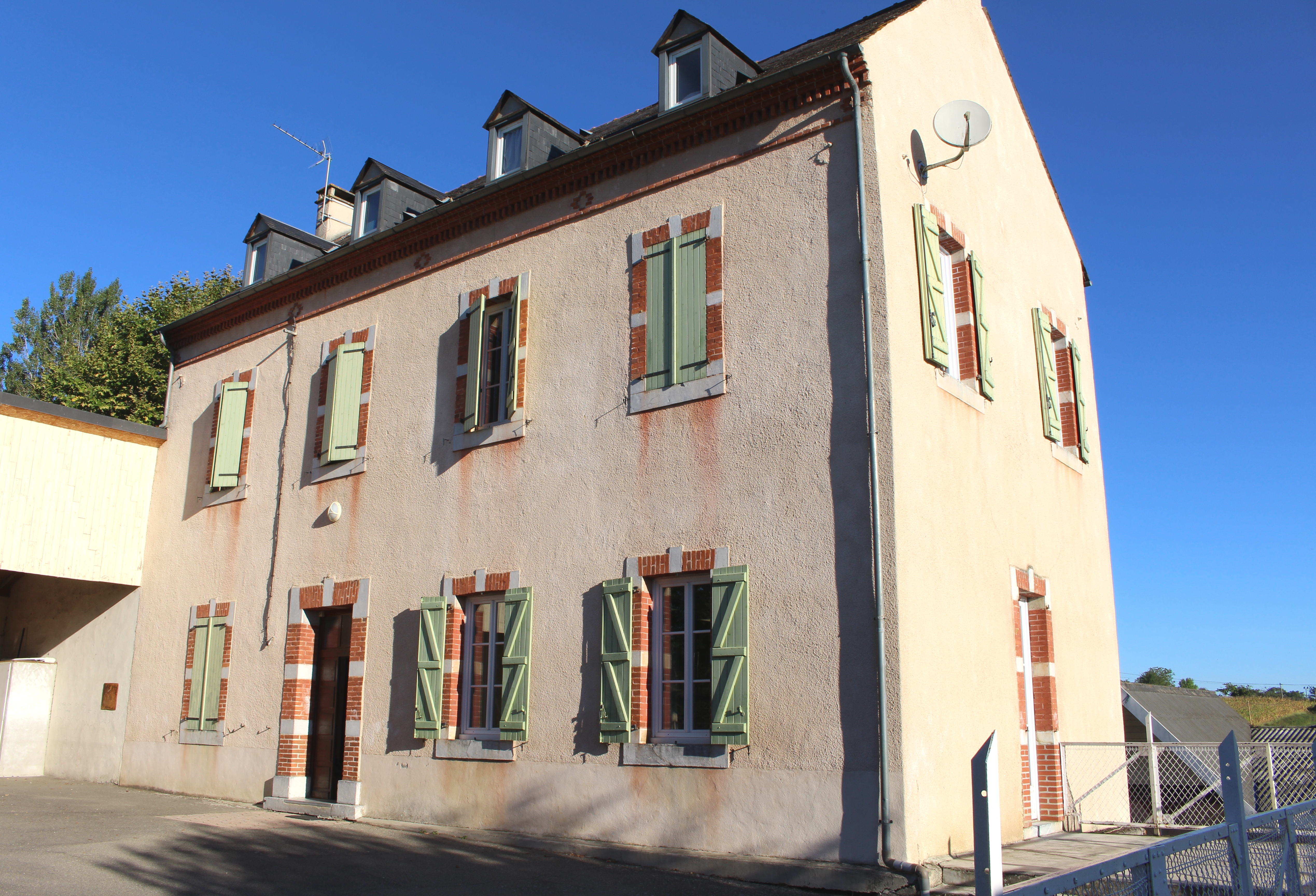
Schulgebäude

Laslades liegt in den Zonen AOC der Schweinerasse Porc noir de Bigorre und des Schinkens Jambon noir de Bigorre.

### Bildung
Die Gemeinde verfügt über eine öffentliche Grundschule mit 20 Schülerinnen und Schülern im Schuljahr 2019/2020.

### Verkehr
Laslades ist über die Routes départementales 5, 21 und 135 erreichbar.
Fernzüge der staatlichen SNCF und Züge einer Linie des TER Occitanie, einer Regionalbahn der SNCF, befahren die Strecke von Pau nach Toulouse, die das Gebiet der Gemeinde auf einem relativ kleinen Abschnitt ohne Haltepunkt durchquert. Der nächste Bahnhof befindet sich in Tarbes.